# Ma Yunwen
Ma Yunwen (Shanghai, 19 ottobre 1988) è una pallavolista cinese.
Gioca nel ruolo di centrale nello Shànghǎi Dōng Hào Lánshēng Nǚzǐ Páiqiú Jùlèbù.

## Carriera
la carriera di Ma Yunwen inizia nel 2000, tra le file del settore giovanile dello Shanghai Sheng Paiqiu Dui. Nel 2003 viene promossa in prima squadra; nel 2005 debutta in nazionale, vincendo la medaglia di bronzo al World Grand Prix, la medaglia d'oro al campionato asiatico e oceaniano e la medaglia di bronzo alla Grand Champions Cup. Nel 2007 vince la medaglia d'argento al World Grand Prix e al campionato asiatico e oceaniano. Nel 2008 vince prima la medaglia di bronzo ai Giochi della XXIX Olimpiade e poi quella d'oro alla Coppa asiatica. Un anno dopo vince la seconda medaglia d'argento consecutiva al campionato asiatico e oceaniano. Nel 2010 vince la medaglia d'oro sia alla Coppa asiatica che ai XVI Giochi asiatici, mentre nel 2011 vince l'oro al campionato asiatico e oceaniano e il bronzo alla Coppa del Mondo ed alla Coppa asiatica 2012. Nel 2013 si aggiudica la medaglia d'argento al World Grand Prix.
Nella stagione 2013-14 lascia per la prima volta la Cina per giocare nella Superliqa azera con l'İqtisadçı Voleybol Klubu, club che tuttavia lascia nel mese di gennaio, ben prima della fine della stagione. Nella stagione seguente fa ritorno allo Shanghai Dong Hao Lansheng Nuzi Paiqiu Julebu.

## Palmarès

### Nazionale (competizioni minori)
- Montreux Volley Masters 2005
- Montreux Volley Masters 2006
- Montreux Volley Masters 2007
- Montreux Volley Masters 2008
- Coppa asiatica 2008
- Montreux Volley Masters 2009
- Montreux Volley Masters 2010
- Coppa asiatica 2010
- Giochi asiatici 2010
- Montreux Volley Masters 2011
- Coppa asiatica 2012

### Premi individuali
- 2009 - Volleyball League A cinese: Miglior muro
- 2010 - XVI Giochi asiatici: Miglior attaccante
- 2011 - Volleyball League A cinese: Miglior servizio